# Distretto di Shuncheng
Il distretto di Shuncheng (顺城区S, Shùnchéng QūP) è un distretto della Cina, situato nella provincia di Liaoning e amministrato dalla prefettura di Fushun.